# Regionem Orlicka
Regionem Orlicka je mezinárodní juniorský etapový závod v silniční cyklistice pořádaný spolkem SKP DUHA Lanškroun od roku 1987.
Mezi vítěze tohoto závodu patří například Pavel Padrnos, Leopold König, Peter Sagan, Josef Černý, Daniel Turek, Michal Schlegel, Lennard Kämna, Jakub Otruba nebo Pavel Bittner.

## Sledované trikoty
Zdroj:

### Žlutý trikot
Vítězem hodnocení se stane závodník s nejnižším součtem časů z každé etapy.

### Bílý trikot s modrými puntíky
Vítězem hodnocení se stane závodník s nejvíce nasbíranými body ze sprinterských prémií a dojezdů etap.

### Bílý trikot s červenými puntíky
Vítězem hodnocení se stane závodník s nejvíce nasbíranými body z vrchařských prémií.

### Bílý trikot
Vítězem hodnocení se stane závodník mladší 18 let s nejnižším součtem časů z každé etapy.

### Nejlepší kadet
Vítězem hodnocení se stane závodník mladší 17 let s nejnižším součtem časů z každé etapy.

### Soutěž družstev
Vítězem hodnocení se stane družstvo s nejnižším součtem 3 nejlepších časů z každé etapy.

## Seznam vítězů
Zdroj:
| Rok  | Země      | Jezdec             | Tým                                  |
| ---- | --------- | ------------------ | ------------------------------------ |
| 1987 | Česko     | Václav Dlesek      | Rudá Hvězda Lanškroun                |
| 1988 | Česko     | Josef Nazarej      | Dukla Brno                           |
| 1989 | Česko     | Pavel Padrnos      | Dukla Brno                           |
| 1990 | Česko     | Tomáš Krč          | SKP Plzeň                            |
| 1991 | Rakousko  | Peter Luttenberger | ARBO KELI                            |
| 1992 | Rakousko  | Harald Morscher    | ARBO KELI                            |
| 1993 | Rakousko  | Peter Vrolich      | ARBO KELI                            |
| 1994 | Česko     | Zdeněk Mlynář      | SKP DUHA Lanškroun                   |
| 1995 | Česko     | David Tichý        | SKP DUHA FORT Lanškroun              |
| 1996 | Česko     | Tomáš Lejska       | Favorit Brno                         |
| 1997 | Česko     | Petr Šesták        | CK Brno                              |
| 1998 | Česko     | Pavel Bartoš       | Lokomotiva Pardubice                 |
| 1999 | Česko     | Michal Vodička     | CK Brno                              |
| 2000 | Česko     | Martin Mareš       | CK Brno                              |
| 2001 | Česko     | Jan Šel            | CK A je to Třebíč                    |
| 2002 | Česko     | Tomáš Míček        | CK Brno                              |
| 2003 | Česko     | Pavel Zitta        | CK Brno                              |
| 2004 | Česko     | Tomáš Benda        | TJ ZCE Cyklistika Plzeň              |
| 2005 | Česko     | Leopold König      | SKP DUHA FORT Lanškroun              |
| 2006 | Slovensko | Peter Sagan        | Slovensko                            |
| 2007 | Česko     | Lubomír Petruš     | Mladá Boleslav                       |
| 2008 | Česko     | Pavel Stöhr        | KC Kooperativa SG Jablonec nad Nisou |
| 2009 | Česko     | Josef Hošek        | TJ Favorit Brno                      |
| 2010 | Česko     | Josef Černý        | TJ Favorit Brno                      |
| 2011 | Česko     | Daniel Turek       | TJ Favorit Brno                      |
| 2012 | Česko     | Lukasz Klasiňski   | ALKS–STAL–IGLOTEX Grudziadz          |
| 2013 | Česko     | Michal Schlégel    | TJ Favorit Brno                      |
| 2014 | Německo   | Lennard Kämna      | TEAM BRANDENBURG–RSC COTTBUS         |
| 2015 | Německo   | Till Zetzche       | RSC COTTBUS                          |
| 2016 | Česko     | Jakub Otruba       | Mapei Merida Kaňkovský               |
| 2017 | Německo   | Juri Hollmann      | LV BRANDENBURG                       |
| 2018 | Německo   | Jakob Geßner       | THÜRINGER RADSPORT VERBAND           |
| 2019 | Německo   | Tim Oelke          | STEVENS JUNIORENTEAM THÜRINGEN       |
| 2020 | Česko     | Pavel Bittner      | Mapei Merida Kaňkovský               |
| 2021 | Česko     | Matyáš Kopecký     | ACROG–TORMANS BC                     |
| 2022 | Polsko    | Filip Gruszczynski | UKS AVATAR                           |
| 2023 | Česko     | Štěpán Zahálka     | Mapei Merida Kaňkovský               |
| 2024 | Česko     | Pavel Šumpík       | Roman Kreuziger Cycling Academy      |
| 2025 | Česko     | Matěj Piták        | Mapei Merida Kaňkovský               |